# Eupogonius pilosulus
Eupogonius pilosulus là một loài bọ cánh cứng trong họ Cerambycidae.